# 灼人秘密
《灼人秘密》由緬甸華裔導演趙德胤執導的2019年首部臺灣劇情長片，電影描述從鄉下到城里追求電影夢的女孩吳妮娜，因為試鏡而陷入了恐怖、懸疑、驚悚的過程。本片也是趙德胤首次執導的類型商業電影。本片獲得「107年度徵選優良電影劇本」優等獎。台灣於2019年7月19日正式上映。台灣OTT平台LiTV 線上影視上架播出。

## 演員
- 吳可熙 飾演 妮娜（素芬，6號）
- 宋芸樺 飾演 Kiki
- 夏于喬 飾演 3號
- 施名帥 飾演 導演
- 湯志偉 飾演 大製片
- 李李仁 飾演 馬克
- 謝盈萱 飾演 選角指導
- 鄭人碩 飾演 妮娜助理
- 黃尚禾 飾演 副導
- 呂揚 飾演 大製片助理
- 鄭平君 飾演 妮娜父親
- 王琄 飾演 妮娜母親
- 王月 飾演 妮娜姑姑
- 宋少卿 飾演 妮娜叔叔
- 游安順 飾演 王叔
- 張立昂 飾演 傅東
- 王興洪 飾演 船夫
- 潘之敏 飾演 試鏡母
- 邱苡淅 飾演 試鏡小女孩
- 雍章希 飾演 1號
- 周曉涵 飾演 2號
- 黃玥薇 飾演 4號
- 林子熙 飾演 5號
- 林敬倫 飾演 諜戀演員

## 拍攝
2018年11月29日舉辦該部電影的殺青記者會，演員吳可熙、宋芸樺、夏于喬和導演趙德胤皆出席。

## 獎項及提名
| 類別             | 頒獎日期       | 獎項                     | 名字                           | 結果 | 參考  |
| ---------------- | -------------- | ------------------------ | ------------------------------ | ---- | ----- |
| 坎城影展         | 2019年5月25日  | 一種注目大獎             | 《灼人秘密》                   | 提名 | [ 4 ] |
| 馬來西亞金環獎   | 2019年7月20日  | 观众票选奖               | 《灼人秘密》                   | 獲獎 |       |
| 西班牙錫切斯影展 | 2019年10月14日 | 新視野單元－評審團特別獎 | 《灼人秘密》                   | 獲獎 |       |
| 金馬獎           | 2019年11月23日 | 最佳導演                 | 趙德胤                         | 提名 | [ 5 ] |
| 金馬獎           | 2019年11月23日 | 最佳原著劇本             | 吳可熙、趙德胤                 | 提名 | [ 5 ] |
| 金馬獎           | 2019年11月23日 | 最佳攝影                 | Florian J.E. ZINKE             | 提名 | [ 5 ] |
| 金馬獎           | 2019年11月23日 | 最佳美術設計             | 郭志達                         | 提名 | [ 5 ] |
| 金馬獎           | 2019年11月23日 | 最佳造型設計             | 鍾楚婷、 陳卓銘                | 提名 | [ 5 ] |
| 金馬獎           | 2019年11月23日 | 最佳原創電影音樂         | 林強                           | 提名 | [ 5 ] |
| 金馬獎           | 2019年11月23日 | 最佳原創電影歌曲         | 陳珊妮〈灼人秘密〉             | 提名 | [ 5 ] |
| 金馬獎           | 2019年11月23日 | 最佳音效                 | 李丹楓、 周震、嚴唯甄          | 獲獎 | [ 5 ] |
| 台北電影獎       | 2020年07月11日 | 最佳劇情長片             | 《灼人秘密》                   | 提名 | [ 6 ] |
| 台北電影獎       | 2020年07月11日 | 最佳導演                 | 趙德胤                         | 提名 | [ 6 ] |
| 台北電影獎       | 2020年07月11日 | 最佳編劇                 | 吳可熙、趙德胤                 | 提名 | [ 6 ] |
| 台北電影獎       | 2020年07月11日 | 最佳剪輯                 | 馬修、蔡晏珊                   | 提名 | [ 6 ] |
| 台北電影獎       | 2020年07月11日 | 最佳視覺效果             | 王翊軒、林宗民、嚴振欽、陳銘澤 | 提名 | [ 6 ] |
| 台北電影獎       | 2020年07月11日 | 最佳配樂                 | 林強                           | 獲獎 | [ 6 ] |
| 台北電影獎       | 2020年07月11日 | 最佳美術設計             | 郭志達                         | 提名 | [ 6 ] |
| 台北電影獎       | 2020年07月11日 | 最佳造型設計             | 鍾楚婷、陳卓銘                 | 提名 | [ 6 ] |

## 外部連結
- 灼人秘密的Facebook專頁
- 爛番茄上《灼人秘密》的資料（英文）
- 豆瓣电影上《灼人秘密》的資料 （简体中文）
- 開眼電影網上《灼人秘密》的資料（繁體中文）
- 互联网电影数据库（IMDb）上《灼人秘密》的资料（英文）